# 미노스 화산 분화
미노스 화산 분화(영어: Minoan eruption, 그리스어: Μινωική έκρηξη 미노이키 에크릭시[*])는 기원전 약 1600년경 에게해의 당시 테라섬(현 산토리니섬)을 완전히 파괴시킨 거대한 화산 분화이다. 이 분화로 미노스 문명의 마을인 아크로타리는 물론 인근 섬과 크레타섬 해안의 마을과 농경지도 분화의 여파와 그 지진, 쓰나미도 파괴되었다. 화산 폭발 지수 VEI 7에 달하는 미노스 분화에서 약 28~41 km3의 고밀도 등가물(DRE)에 해당하는 화산 분출물이 밖으로 터져나왔으며 인류 역사상 가장 큰 화산 분화 중 하나로 꼽힌다. 미노스 화산 분화로 만들어진 테프라는 동지중해 거의 모든 유적에 나타나는 일종의 기준지층(Marker horizon) 역할을 하므로 정확한 분화 날짜가 언제인지가 매우 중요하고 고고학계 및 화산학자 사이에서 수십년 간 치열한 논쟁을 벌였지만 현재까지도 정확한 분화 날짜는 알 수 없는 상황이다.
미노스 분화를 다룬 명확한 고대 기록은 없지만 이집트의 템페스트 비석에는 미노스 분화의 분연주 및 화산뢰를 관측했을 것으로 추정되는 기록이 남겨져 있다. 중국의 《죽서기년》에서는 상나라 초기 비정상적인 노란 하늘과 여름에 일어난 서리에 관한 기록이 남겨져 있는데 이는 미노스 분화의 여파로 일어난 화산 겨울(1815년 탐보라산 분화 이후 발생한 여름 없는 해인 1816년과 유사) 때문으로 추정된다.

## 분화

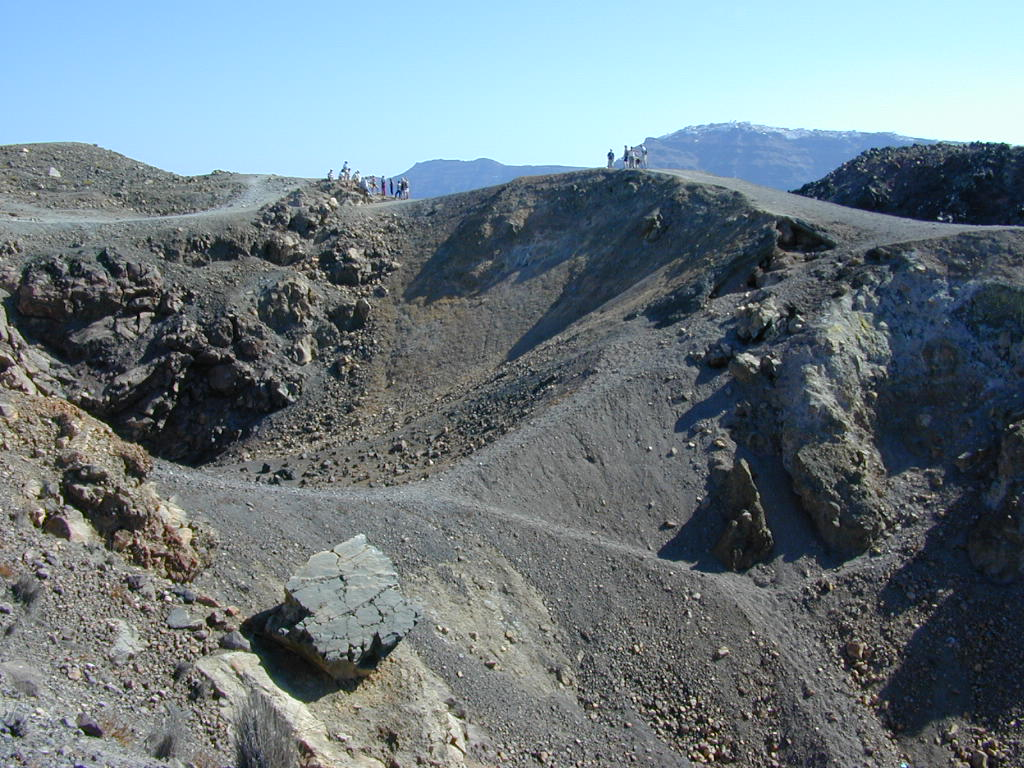
2001년 6월 촬영한 산토리니 정상의 분화구 모습

### 배경
지질학적 증거에 따르면 테라 화산은 미노스 분화 이전에도 수십만년 간 여러 차례 분화했다. 반복하며 분화하는 과정에서 화산은 격렬하게 분화했다가 결국 바닷물로 채워진 원형의 칼데라로 산이 붕괴되어 수많은 작은 섬이 원으로 둥글게 모여 있는 형태의 특징적인 섬이 만들어졌다. 칼데라는 이후에도 천천히 마그마가 채워져 새로운 화산으로 만들어졌고 이 화산이 폭발했다가 붕괴되는 과정을 반복했다.
미노스 분화 직전 칼데라 벽은 테라와 그 옆의 작은 아스프로니시섬 사이에 유일한 바닷길이 열려 있는 거의 연속적으로 이어진 원형 환초처럼 형성되었다. 미노스 분화는 당시 칼데라의 중앙에 있던 현 네아카메니섬 바로 북쪽에 있는 작은 섬들을 중심으로 일어났다. 칼데라 북쪽은 화산재와 용암으로 채워졌다 다시 붕괴되었다.

### 분화 규모
미노스 분화의 규모, 특히 해저화쇄류의 규모는 분출된 화산성 물질 대부분이 바다 속에 퇴적되었기 때문에 추정하기 어렵다. 이 문제 때문에 미노스 분화의 추정 규모에는 큰 오차가 있으며 추정치는 약 18~36 km3 DRE로 추정된다.
2015년부터 2019년까지 수중 연구 탐사를 통해 수집한 해저 퇴적물과 지진 데이터를 분석한 결과 화산 분화 당시 분출된 물질의 추정 부피는 28~41 km3 DRE로 추정된다. 이 연구에 따르면 초기 플리니식 분출은 약 14~21 km3 부피의 마그마를 분출했고 이는 전체 분출물의 절반 가까이를 차지한다. 그 다음으로는 3~4 km3 부피의 이그님브라이트 분출물, 5~9 km3 DRE 부피의 화쇄류, 5~7 km3 DRE 부피의 칼데라 내부 퇴적물이 그 뒤를 이었다.
미노스 분화는 1815년 탐보라산 분화, 1257년 사말라스산 분화, 기원전 230년경의 타우포호 하테페 분화, 946년 백두산 분화와 함께 공통 기원 시기 발생한 가장 큰 규모의 화산 분화에 속한다.

### 전개
현재 산토리니섬에는 분명하게 분화 이전으로 보이는 지층 위에 약 60 m 두께의 흰색 테프라층이 얹혀져 있다. 이 지층은 분화의 각 단계를 나타내는 3 개의 뚜렷한 띠로 구성되어 있다. 연구에 따르면 미노스 분화는 크게 4개 과정으로 쪼개볼 수 있고 그 전에 1차례의 작은 전조격 테프라층도 확인되었다. 첫 번째 화산재층은 얇으며 다음 층이 퇴적되기 전에 겨울비로 지층이 눈에 띄게 침식된 흔적은 보이지 않아 화산이 지역 주민에게 몇 달 전부터 전조 증상을 보이며 경고를 보냈다고 추정할 수 있다. 아크로티리 유적지에서는 사람의 유해가 발견되지 않았기 때문에 전조 화산 활동으로 섬 주민이 미리 전부 피난갔다고 추정된다. 또한 화산이 분화하기 수 달 전부터 산토리니에 큰 지진이 한 차례 이상 발생해 마을에 큰 피해를 입혔다고 추정된다.

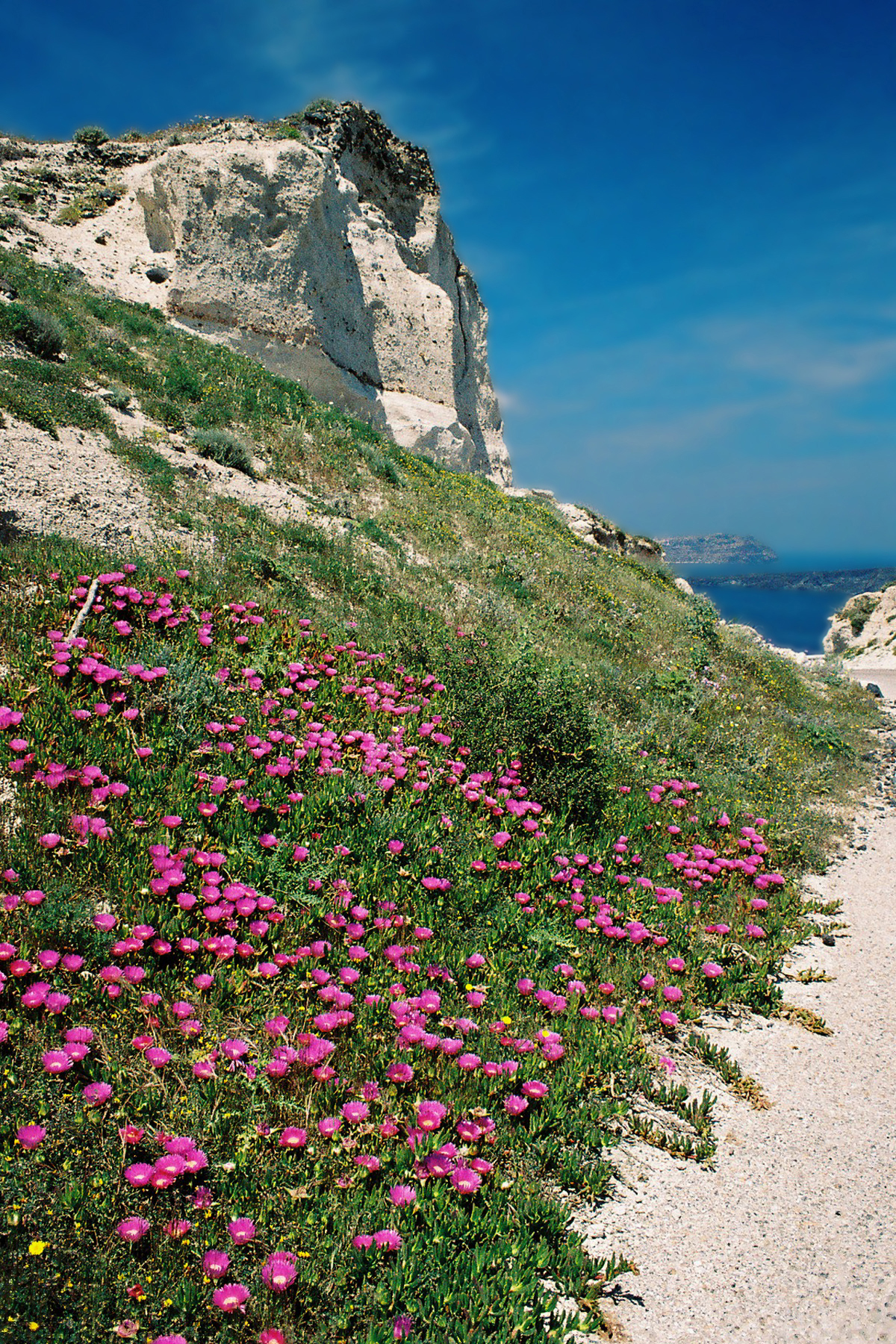
후기 청동기 시대 화산 분출 초기(~기원전 1500년경)의 흔적이 남은 칼데라섬 남쪽 해안가의 모습. 경석이 하층부로 갈수록 구조가 더 세밀하고 거의 흰색에 가까우며 관입도 보이지 않는다.

화산 분화가 본격적으로 시작되고 나서부터 제1기(BO1/Minoan A)는 강력한 마그마 분출 활동으로 최대 7 m에 달하는 경석과 화산재가 섬 동남쪽과 동쪽을 중심으로 약간의 암석 성분과 함께 퇴적된 흔적이 남았다. 또한 약간 피해를 입은 인공물도 파묻힌 고고학적 흔적이 나타난다. 분출 2기(BO2/Minoan B)와 3기(BO3/Minoan C) 단계에서는 화쇄난류와 용암 분수가 형성되었으며 쓰나미도 일어났다고 추정되는 흔적이 남아 있다. Minoan A 시기 파묻히지 않았던 인조물은 이 때 완전히 파괴되었다. 또한 3기부터는 칼데라가 붕괴되기 시작했다. 4기이자 마지막 단계(BO4/Minoan D)에서는 암석이 매우 많은 화쇄난류, 용암류, 화산이류, 이그님브라이트 낙하 퇴적물 등 다양한 화산 활동을 보인다. 이 단계에서 거대 쓰나미를 일으킨 칼데라 붕괴가 끝난다.

## 형성 지형
미노스 분화의 자세한 과정은 알려지지 않았지만, 고도의 통계적 분석에 따르면 칼데라는 분화 직전 형성된 것으로 추정된다. 섬 면적은 분화 이후 더 작아졌고 동쪽과 남쪽 해안선은 많이 후퇴했다. 화산 분화 기간 섬 주변은 여러 경석으로 뒤덮였다. 어떤 지역은 해안선이 두꺼운 응회암 퇴적물 아래에 묻혀 사라졌다. 또 다른 곳은 현대 들어 해안선이 바다 방향으로 확장되었다. 분화 이후 섬의 지형은 경석이 높은 고도에서 낮은 고도로 점점 사라지는 강력한 침식 과정을 보이는 특징이 있다.

## 화산학적 의의
미노스 분화는 초플리니식 분화 유형으로 분연주 높이가 30~35 km까지 올라가 성층권까지 닿았다. 또한 화산 기저에 있는 마그마가 얕은 바다가 있는 만에 접촉해 수성식 분화(Phreatomagmatic)를 일으켰다.
이 분화로 높이 대략 35~150 m의 거대해일이 발생해 약 110 km 떨어진 크레타섬 북부의 해안선을 덮쳤다. 이 쓰나미는 암니소스 같은 여러 해안 마을에 큰 피해를 끼쳐 건물 벽이 무너져 내리는 등의 피해가 있었다. 분화 지점으로부터 동쪽으로 약 27 km 떨어진 아나피섬에서는 해발고도 250 m 경사면에서 약 3 m 깊이의 화산재 및 경석층이 발견되었다.
지중해 다른 지역에서도 미노스 분화로 발생한 분출물이 이동해서 쌓였다고 추정되는 경석 퇴적물이 발견되었다. 튀르키예 해저와 여러 호수에서 시추한 코어에서 여러 화산재층이 발견되었는데 이는 산토리니섬 동쪽과 동북쪽을 중심으로 가장 무거운 화산 분출물이 떨어졌다고 추정된다. 크레타섬에서 발견된 화산재에는 주 분화 몇 주 혹은 몇 달 전의 전조 분화 단계에서 나온 흔적으로 알려져 있으며 섬에는 거의 영향을 미치지 않았다고 추정된다. 산토리니에서 나온 화산재 퇴적물은 한 때 나일강 삼각주에서도 발견되었다고 알려졌지만 나중에 이는 착각으로 밝혀졌다.

## 분화 연대 추정
미노스 화산 분화는 동지중해 지역의 청동기 시대 연대에 중요한 기준지층 역할을 한다. 동지중해 전역에 화산 분화 증거가 발견되기 때문에 이는 기원전 2천년경 에게해 전체 연표를 일치시키는 고정점을 만들어준다. 하지만 계기연대법적 및 이집트사 연대학을 활용한 고고학적 연대 추정에선 미노스 화산 분화의 방사성 탄소 연구로 밝혀진 시대보다 한세기 정도 더 빠르다. 이런 연대 차이 때문에 에게해와 이집트 사이 고고학적 동기화에 무슨 격변이 있는지 치열한 논쟁이 있다.

### 고고학 연구
고고학계는 각 지층에서 발견된 유물의 양식을 분석해 동지중해 문화의 후기 청동기 시대 연대기를 만들었다. 유물의 유형을 정확하게 알 수 있으면 연대순으로 단층의 각 위치를 결정할 수 있다. 이를 계기연대법 혹은 발생순서연대법(Seriation)이라고 부른다. 하지만 에게해 지역의 연대학은 물건과 양식이 무역을 통해 빈번하게 교환되어 상대적인 연대법만 유추할 수 있으며, 이집트의 절대연대와 비교해야 에게해 지역의 절대연대를 알아낼 수 있다.
미노스 분화는 크레테섬의 연대학에선 후기 미노스 IA(LM-IA)로 결정되고, 본토 연대학에 따르면 후기 헬레닉 문명 I(LH-I)에 속하므로 논쟁은 근본적으로 LM-IA와 LM-IB 사이 시기가 이집트 연대학과 비교하면 어디에 해당하냐이다. 지난 세기에 크레타섬에서 수십년에 걸친 집중적인 고고학 연구와 연대학 분석을 통해 LM-IA 말기는 이집트 제18왕조 시기이며, LM-IA 시기 끝은 투트모세 3세 재위 시작임을 알아냈다. LH-I 시기의 수갱식 묘에서 발견된 유물도 이집트 신왕국 시기 물건으로 밝혀졌다. 지역 주민이 사용한 티라섬의 부석 작업장인 여러 고고학 유적지는 이집트 신왕국 시기 지층에서만 발견된다. 화산 폭발 이전에 사용된 산토리니섬의 우유그릇은 신왕국 시기 도자기 양식이다. 아흐모세 폭풍 비석의 이집트 비문에 미노스 분화와 유사한 특별한 대격변 시기에 대해 기록되어 있다. 이를 종합하면, 고고학적 증거에 따르면 미노스 분화의 날짜는 아흐모세 1세 재위 이후 시기를 가리킨다. 전통적인 이집트 연대학과 방사성 탄소 연구 기반 연대에 따르면 분화 연도는 1550 BCE 및 1570~1544 BCE (IntCal04) 또는 1569~1548 BCE (IntCal20)에 해당한다. 고고학적 증거에 따르면 미노스 분화는 대략 BCE 1550년에서 1480 BCE 사이 연도이다.
이보다 더 이른 연대라고 주장하는 연구자는 에게해-이집트 도기 상관관계가 더 넓은 연대를 포괄한다고 주장한다. LM-IA 및 LM-IB 도자기에 대한 몇몇 다른 고고학적 해석은 "전통적 해석"과 다르며 LM-IA 및 LM-IB의 시작 시기보다 훨씬 이른 시대와도 일치할 수 있다. 도자기를 통해 연대를 동기화하면 LM-IIIAI/아멘호테프 3세 시기 이전은 오차가 크다. 작업장의 부석과 폭풍 비석의 비문은 분화 시기의 하한선만을 알려준다고 주장하는 연구도 있다. 다른 지역에 있는 산토리니 우유그릇 양식의 도자기 생산일자는 확인되지 않았으며 미노스 분화 이전일수도 있다. 이렇게 중요한 시기의 석기 양식에 대한 연대 연구는 매우 부족하다.

### 방사선 연구 시대
원시 방사성 탄소 연대측정의 오차 중 주요 원인은 대기중 방사성 탄소 수준의 변동이다. 따라서 원시연대는 국제 연구계가 주기적으로 업데이트하는 보정곡선으로 조정된다. 계산된 보정 후 연대 날짜 범위는 보정곡선이 해당 기간의 방사성 탄소 수준을 얼마나 정확하게 나타내는지에 따라 크게 달라진다. 2022년 기준 최신의 보정곡선은 IntCal20이다. 1970년대 보정을 거친 초기 방사성 탄소 연대는 이미 엄청난 수준의 연대 오차를 보였고 고고학계에서는 처음에 신뢰할 수 없는 수치라며 이를 폐기했다. 이후 수십년간 보정, 분석 정밀도 향상, 통계기법 및 샘플 처리의 개선 등으로 가능한 분출 연대 범위를 크게 좁히는 데 성공했다. 방사성 탄소 연구에 따르면 분화 연대는 기원전 17세기 후반으로 좁혀진다. 아래 표는 2018년 이전 보정곡선을 사용한 화산 파괴층의 방사성 탄소 연대 측정 역사와 그 결과를 요약했다.
| 연구                   | 계산 연대 (95% CI)                                | 사용한 보정곡선           | 사용 샘플 및 통계 기법                                                                                              |
| ---------------------- | ------------------------------------------------- | ------------------------- | --- |
| Hammer et al., 1987    | 1675–1525 BCE                                     | Pearson and Stuiver, 1986 | 아크로티리 화산 파괴층(VDL)의 13개 샘플 가중 평균치                                                                 |
| Ramsey et al., 2004    | 1663–1599 BCE                                     | INTCAL98                  | 분화 이전, 분화 중, 분화 이후 각 샘플에 대한 베이지안 통계 모델                                                     |
| Manning et al., 2006   | 1683–1611 BCE                                     | IntCal04                  | 분화 이전, 분화 중, 분화 이후 각 샘플에 대한 베이지안 통계 모델                                                     |
| Friedrich et al., 2006 | 1627–1600 BCE                                     | IntCal04                  | 부석층에 산 채로 파묻힌 올리브 나무의 위글 매칭                                                                     |
| Manning et al., 2010   | 1660–1611 BCE                                     | IntCal09                  | 분화 이전, 분화 중, 분화 이후 각 샘플에 대한 베이지안 통계 모델                                                     |
| Höflmayer et al., 2012 | 1660–1602 BCE 1630–1600 BCE (2)                   | IntCal09                  | VDL의 28개 샘플에 대한 타우 경계함수 VDL에 생매장된 올리브 나무의 위글 매칭(2)                                      |
| Pearson et al., 2018   | 1664–1614 BCE 1646–1606 BCE (2) 1626–1605 BCE (3) | IntCal13                  | VDL의 28개 샘플에 대한 가중평균치 VDL의 28개 샘플에 대한 타우 경계함수(2) VDL에 생매장된 올리브 나무의 위글 매칭(3) |

2018년 나이테 과학자들이 이끄는 연구진은 1660–1540 BCE 기간 이전의 IntCal 보정곡선에서 수십년의 오차가 있을 수 있다고 보고했다. 그 결과 새로운 보정곡선을 통해 이전의 방사성 탄소 연대가 기원전 16세기 대부분을 포함하도록 보정되면서 방사성 탄소 연대가 고고학적 증거 연대와 겹치기 시작했다. 측정된 오차는 전 세계의 다른 연구소에서도 확인되어 가장 최신의 보정곡선인 IntCal20에 반영되었다. 같은 해 폭탄 파동에 대한 연구에서 생장의 중단으로 올리브 가지가 티라섬의 연대보다 수십년 앞설수도 있으며, 이 때문에 가장 바깥쪽 가지층의 방사성 탄소 연대 측정도 최대 수십년에 달하는 오차가 발생할 수 있다며 올리브 가치의 위글 매칭 연구에 대한 유효성에 의문을 제기했다.
2020년 고르디온의 향나무에서 측정한 결과를 바탕으로 모든 보정곡선에서 지중해 지역에 적용되는 특유의 지역적 오차에 대한 추측이 보고되었다. 만약 지역적 오차가 존재한다면 지중해 데이터셋인 Hd GOR에 기반한 보정치는 화산 분화 연대를 기원전 17세기까지 끌어올릴 수 있다. 다른 연구진은 이런 지역별 오차가 훨씬 더 넓은 범위에서 보이고 있으며 모든 위치 변동이 실험실 간 오차와 비슷한 크기이기 때문에 이미 IntCal20의 예측된 보정간격에 반영되어 있으므로 중복된 보정이라고 지적한다.
개선된 보정곡선인 IntCal20에 따르면 화산 분화 연대는 기원전 17세기를 배제하진 않지만 대부분 기원전 16세기 즈음으로 분화 연도 범위를 잡아놓아 최소한 오랫동안 지속된 고고학적 연구와의 불일치를 어느 정도 해결했다. 하지만 정확한 분화 연도는 아직까지도 확정되지 않았다. 아래 표는 2018년 이후 연대 분석 결과를 요약한 표이다.
| 연구                 | 계산 연 (사후 확률)                         | 사용한 보정곡선 | 사용 샘플 및 통계 기법 |
| -------------------- | ------------------------------------------- | --------------- | --- |
| Manning et al., 2020 | 1663–1612 BCE (87.5%)                       | Hd GOR          | 분화 이전, 분화 중, 분화 이후 각 샘플에 대한 베이지안 통계 모델                                                                                      |
| Manning et al., 2020 | 1619–1596 BCE (64.7%) 1576–1545 BCE (22.9%) | IntCal20        | 분화 이전, 분화 중, 분화 이후 각 샘플에 대한 베이지안 통계 모델                                                                                      |
| Şahoğlu et al., 2022 | 1612–1573 BCE (19.4%) 1565–1501 BCE (76.1%) | IntCal20        | 체슈메의 화산 분화 쓰나미층에서 발견된 희생자 근처에서 발견된 가장 최근 샘플                                                                         |
| Ehrlich et al., 2021 | 1624–1528 BCE                               | IntCal20        | 생장 중단 가능성을 고려한 올리브 가지 성장의 8가지 시나리오                                                                                          |
| Manning, 2022        | 1609–1560 BCE (95.4%)                       | IntCal20        | 분화 이전, 분화 중, 분화 이후 각 샘플에 대한 베이지안 통계 모델에 남에게해 지역의 VDL, 쓰나미 및 원거리 화산 낙진층 샘플을 포함한 포괄적인 장소 연구 |
| Pearson et al., 2023 | 1610–1510 BCE (95.4%) 1602–1502 BCE (95.4%) | IntCal20        | 티라섬의 올리브 관목 |

### 아이스 코어, 나이테, 동굴생성물 연구
미노스 화산 분화의 규모는 빙하 코어와 나이테 등과 같은 다양한 환경 기록에도 보일 정도의 강한 영향을 끼쳤다고 추정된다. 미노스 마그마의 석유화학적인 제약 조건에 따르면 대략 3천억~35조 9천억 g의 황이 방출되었다고 추정된다. 추정치 중 최대치는 심각한 기후 변화를 일으킬 수 있으며 빙하 코어와 나이테도 남을 정도의 강한 영향을 끼칠 수 있다. 특히 연륜연대학에 따른 나이테 연대 측정은 연도의 오차가 거의 없어 각 나이테의 정확한 역년까지 매우 정밀하게 연대를 측정할 수 있으며, 각 나이테의 특성을 통해 그 지역의 기후 기록을 연간 단위 정밀도로 재구성할 수 있다.
1987년 빙하 코어 연대측정에서 1644 ± 20 BCE 시기 보이는 그린란드 지역의 황산염 퇴적농도 급증은 Hammer 등의 연구진이 초기 방사성 탄소 연구 결과 미노스 화산 분화와 연관이 있다는 가설이 세워졌다. 1988년에는 1627 ± 0 BCE 시기 일어난 대규모 환경파괴와 극심한 전지구적 냉각, 한랭화 나이테가 정밀연대측정으로 밝혀졌으며 이 사건도 미노스 분화와 연관이 깊다는 가설이 나왔다.
기원전 16세기 후반 분화가 일어났다고 주장하는 고고학자는 두 사건과 미노스 분화 사이의 인과관계가 보이지 않는다고 주장하며 1644 ± 20 BCE 시기 황산염 급증이나 1627 BCE 시기 나이테에 대해서도 신뢰를 가지지 않고 있다.
2003년 이후 1644 ± 20 BCE경의 화산염층에서 회수된 화산재의 주원소와 미량원소에 대한 독립적인 여러 연구에서는 산토리니의 화산재와는 일치하지 않지만 모두 이 기간 발생한 또 다른 대규모 분화인 아니아크착산의 분화로 인한 것으로 밝혀지면서 황산염 급등의 원인으로 미노스 분화가 배제되었다. 2019년에 그린란드의 빙하 코어 연대와 황산염 급등사건의 동기화 데이터를 기반으로 연대 보정이 제안되었고, 이를 통한 아니아크착산 분화 연대는 1628 BCE으로 바뀌었다. 그린란드 빙하 코어의 이 오차는 독자적인 다른 연구팀도 확인하여 보정된 새로운 그린란드 빙하 코어 연대(GICC21)가 만들어졌다. 1627 BCE 시기 전지구적 극심한 기온 하락은 미노스 화산 분화가 아니더라도 아니아크착산의 대분화로 설명할 수 있다.또한 1627 BCE의 분화 날짜는 가장 최신의 보정곡선인 IntCal20를 통한 방사성 탄소 연대와도 맞지 않는다.
훨씬 더 최신의 방사성 탄소 연대 측정과 수정된 빙하 코어 연대에 비추어 기원전 17세기에서 16세기 사이 미노스 화산 분화의 흔적으로 보이는 여러 빙하 코어 및 나이테 데이터를 찾았다. 아래 표는 미노스 분화로 추정되는 여러 나이테 및 빙하 코어 데이터를 정리한 표이다.
| 날짜          | 환경 데이터        | 기록 | 출처          |
| ------------- | ------------------ | --- | ------------- |
| 1681–1673 BCE | 나이테             | 지중해의 나이테 857에서 유황, 칼슘 및 희토류 원소의 증가 데이터. 인근 화산 분화의 영향으로 추정된다. | [ 80 ] [ 81 ] |
| 1654 BCE      | 빙하 코어와 나이테 | 지난 4천년간 그린란드에서 기록된 가장 큰 황산염 급등 중 하나로 황 50조 g의 유출로 추정됨. 또한 1652 BCE 시기 나이테 폭이 최소화되는 지점에 이어 1653 BCE 시기에 숲이 훼손된 흔적으로 보이는 나이테가 발견됨. | [ 74 ] [ 79 ] |
| 1649 BCE      | 나이테             | 나이테 폭이 최소화됨 | [ 79 ]        |
| 1619 BCE      | 나이테             | 나이테 폭이 좁아짐 | [ 79 ]        |
| 1611 BCE      | 빙하 코어          | 황 2~8조 g 유출로 보이는 황산염 급등 흔적 | [ 74 ]        |
| 1597 BCE      | 나이테             | 나이테 폭이 최소화됨 | [ 79 ]        |
| 1561 BCE      | 빙하 코어와 나이테 | 황 22조 g 유출로 보이는 황산염 급등 흔적이 보인다. 또한 1560 BCE 시기 나이테 생장이 매우 줄어들며 1560 BCE 시기 지중해 지역의 나이테에서 보이는 칼슘 고갈 현상은 인근 화산 분화 때문으로 추정된다.           | [ 74 ] [ 54 ] |
| 1558 BCE      | 빙하 코어          | 황 10조 g 유출로 보이는 황산염 급등 흔적 | [ 74 ]        |
| 1555 BCE      | 빙하 코어와 나이테 | 황 6조 g 유출로 보이는 황산염 급등 흔적과 1554 BCE 시기 보이는 나이테의 생장 감소 흔적 | [ 74 ]        |
| 1546 BCE      | 나이테             | 나이테 폭이 좁아짐 | [ 54 ]        |
| 1544 BCE      | 나이테             | 나이테 폭이 최소화됨 | [ 54 ]        |
| 1539 BCE      | 빙하 코어          | 황 6조 g 유출로 보이는 황산염 급등 흔적 | [ 74 ]        |
| 1524 BCE      | 나이테             | 나이테 폭이 최소화됨 | [ 79 ]        |

미노스 화산 분화 날짜가 반드시 위 표에 나열된 연도 중 하나일 필요는 없다. 분화가 확인 가능한 흔적을 남길 정도로 환경에 매우 큰 역할을 미치지 않았을 가능성도 있기 때문이다.
또한 튀르키예의 동굴 석순에서 브로민은 1621 ± 25 BCE에, 몰리브덴은 1617 ± 25 BCE에, 황은 1589 ± 25 BCE 시기에 최고치를 보여준다. 연구진은 이 세 원소의 최대치 기간이 지중해 지역에서 발생한 하나의 화산 폭발로 인한 것이며 시간 차이는 축적 속도의 차이 때문이라고 주장했다. 다른 연구팀은 황 최대치 시기가 지중해 나이테에서 기록된 1561 BCE 시기 화학적 이상과 관계가 있다고 주장한다.

## 역사적 영향

### 아크로티리

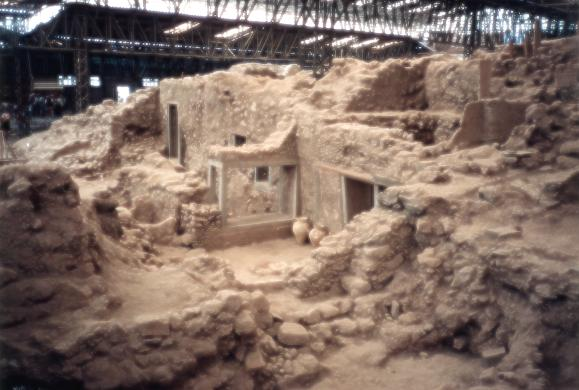
발굴된 아크로티리의 한 건물 모습. 아크로티리는 미노스 분화 이후 황폐화되었다.

분화 때문에 산토리니섬에 있는 아크로티리 마을은 경석과 화산재층에 파묻혔다. 현장 증거에 따르면 생존자들이 돌아와 재산을 회수하고 희생자를 매장하러 시도한 흔적이 남겨졌다.

### 크레테섬

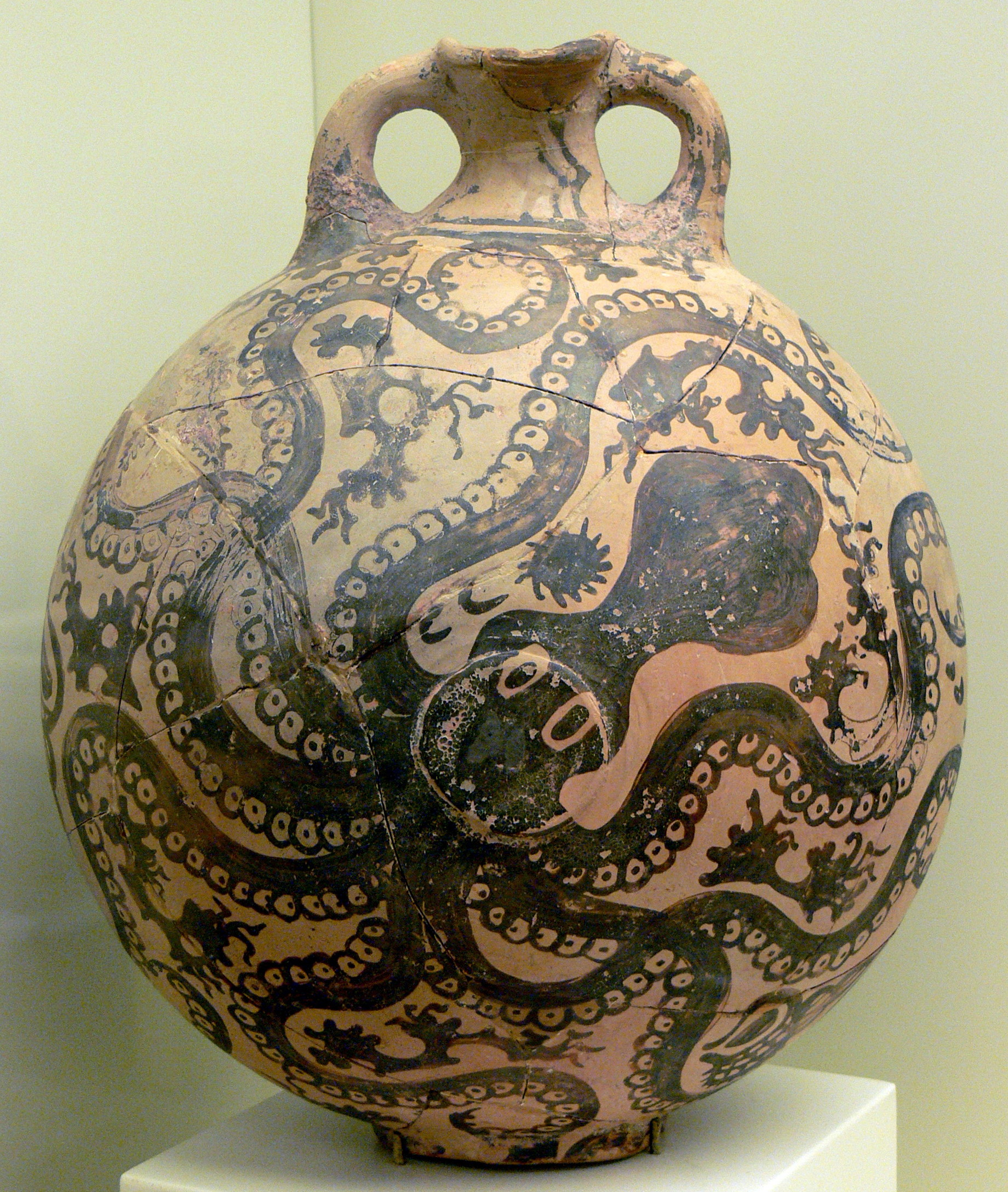
미노스 분화 이후인 후기 미노아 IB 시대의 전형적인 해양 양식 꽃병의 모습

크레테섬의 미노스 문명에서도 분화의 영향이 느껴졌다. 크레타섬 동북부에서는 지진으로 페트라스를 포함한 여러 유적지가 파괴되었고 최대 9 m에 달하는 지진해일이 팔레카스트로와 같은 해안 마을을 덮쳤다. 섬 전역에 경석과 화산재가 쏟아져내렸고 수집되어 모아진 곳도 있었다.
분화 이후 미노스 문명은 빠르게 회복되었고 이후 기간은 미노스 문화의 황금기로 알려졌다. 페트라스나 팔레카스트로와 같이 피해를 입은 지역은 재건되었으며 특히 팔레카스트로는 고품질의 절단석 벽돌을 이용해 건물을 지었다. 자크로스와 페스토스에서는 새 미노아 궁전이 지어졌다. 하지만 갈라타스나 코모스 같은 다른 지역은 쇠퇴했다.
화산 분화가 장기적으로 크레테섬에 끼친 영향은 논쟁이 많다. 화산 분화 직후 "정화의 대야"가 채워지는 등 미스터리한 문화적 변화가 있었다. 미노스 문명에 관한 저서인 《The Troubled Island》에서 드리센과 맥도널드는 분출 이후 일어난 물질문화의 풍요로움이 결국 신궁전기 사회의 붕괴로 이어진 깊은 정치적, 경제적 문제를 가렸다고 주장했다. 이후 발견된 증거에 따르면 이런 변화가 섬 전체에서 보편적으로 나타난 양식이 아니라는 점이 드러났다.

### 중국 기록
일부 연구자는 기원전 17세기 후반에 발생한 화산 폭발로 인한 겨울이 중국의 반전설적인 왕조인 하나라의 붕괴를 기록한 중국 기록과 연관이 있다고 주장한다. 《죽서기년》에서는 기원전 1618년으로 추정되는 하나라의 붕괴와 상나라의 부상은 "노란 안개, 희미한 태양, 3개의 태양, 7월의 서리, 기근, 오곡이 모두 시듦"과 함께 일어났다고 기록되어 있다.

### 이집트사의 영향
고대 이집트의 여러 지역을 황폐화시키고 아흐모세 1세의 폭풍 비석에도 묘사된 파괴적인 폭풍우는 미노스 분화로 발생한 단기적인 기후 변화 때문으로 알려져 있다. 아흐모세 1세의 재위 날짜와 그 연대는 이집트학 학자마다 논쟁이 있다. 보통 기원전 1570년~1546년 사이 혹은 기원전 1539년~1514년 사이로 둔다. 아흐모세 1세의 미라의 방사성 탄소 연대 측정값을 이용한 평균값은 기원전 1557년이다. 모두 나중에 추정된 분화 연대와 겹친다.
분화가 이집트 제2중간기에 일어났다면 분화에 대한 이집트 측 기록이 없는 이유를 당시 이집트 지역이 전반적인 혼란기 때문이었다고 설명할 수 있다.
이 폭풍으로 발생한 피해는 미노스 분화 이후 지진으로 발생한 것일수도 있다는 주장도 있지만 힉소스와의 전쟁 중에 발생했으며 폭풍 언급은 파라오가 질서를 강요하러던 혼란에 은유라는 주장도 일어났다. 하트셉수트의 스페오스 아르테미도스와 같은 문서에서도 폭풍이 언급되긴 하지만 문자 그대로가 아닌 분명히 비유적인 표현으로 사용된다. 연구에 따르면 스페오스 아르테미도스 비석은 하트셉수트가 혼란과 어둠의 힘을 극복하는 내용으로 이뤄져 있다.

### 그리스 신화와 연결

#### 티타노마키아
미노스 화산 분화와 그 낙진은 헤시오도스의 《신통기》에 나오는 티타노마키아 신화에도 영향을 주었다고 추정된다. 티타노마키아는 신화가 서쪽으로 퍼져나가며 서아나톨리아 민속의 기반요소를 가져왔을 가능성이 있다. 헤시오도스의 기록에 따르면 화산 활동과 비교해 제우스의 벼락을 화산뢰뢰, 엄청난 화염과 열을 마그마굄의 분출 증거로 보는 등 신화의 여러 묘사를 화산과 연관지었다.

#### 아틀란티스
아크로티리의 고고학 유적 발견자인 스피리돈 마리나토스는 미노스 화산 분화가 플라톤의 아틀란티스 이야기에 반영되었다고 주장한다. 이 견해는 BBC의 《아틀란티스》와 같은 TV 프로그램에서 볼 수 있듯이 대중적으로 널리 퍼져 있다. 하지만 학계는 아틀란티스의 후보지로 산토리니섬을 지지하고 있지 않는다.

### 출애굽
지질학자 배버라 J. 시버센은 성경에 기록된 기원전 1600년경 이스라엘 민족의 고대 이집트 탈출인 출애굽 시기와 비슷하다고 둘의 연관성이 있음을 주장한다.

### 양원제 가설
논란의 여지가 많은 양원제 사고방식 가설에 대해 줄리언 제인스는 미노스 화산 분화가 일으킨 여러 변화가 공동체 간 새롭고 중요한 상호작용을 일으켰다며 인간 의식 발달에 중요한 사건이었다고 주장한다.

## 같이 보기
- 근동의 고대사 연대학
- 지구의 화산 분화 연표

## 참고 문헌
- Bietak, M. (2004). “Review – 'A Test of Time' by S. W. Manning (1999)” (PDF). 《Bibliotheca Orientalis》 61: 199–222. 2008년 4월 21일에 확인함.
- Forsyth, P. Y. (1997). 《Thera in the Bronze Age》. Peter Lang Publishing. ISBN 0-8204-4889-3.
- Kelley, Mikayla MacE (2022년 5월 2일). “Researchers home in on Thera volcano eruption date”. 《Phys.org》. 2024년 2월 19일에 확인함.
- Lespez, Laurent;  외. (2021). “Discovery of a tsunami deposit from the Bronze Age Santorini eruption at Malia (Crete): impact, chronology, extension”. 《Scientific Reports》 11 (1): 15487. doi:10.1038/s41598-021-94859-1. PMC 8322394. PMID 34326405.
- Mühlenbruch, Tobias (2017). “The absolute dating of the volcanic eruption of Santorini/Thera (periferia South Aegean/GR) – an alternative perspective”. 《Praehistorische Zeitschrift》 92 (1–2): 92–107. doi:10.1515/pz-2017-0004. S2CID 134246887.
- Notti, Erika (2010). “The Theran Epigraphic Corpus of Linear A: Geographical and Chronological Implications”. 《Pasiphae》 (4): 93–96.
- Notti, Erika (2021). “Writing in Late Bronze Age Thera. Further Observations on the Theran Corpus of Linear A”. 《Pasiphae》 (15). ISSN 2037-738X.
- Nutt, David (2022년 9월 20일). “Statistical analysis aims to solve Greek volcano mystery”. 《Phys.org》. 2024년 2월 19일에 확인함.
- Page, D. L. (1970). 《The Santorini Volcano and the Destruction of Minoan Crete》. The Society for the Promotion of Hellenic Studies, London.
- Sewell, David A. (2001). 《The eruption of Santorini in the Late Bronze Age》 (PhD dissertation). University of Reading. 2008년 2월 26일에 원본 문서에서 보존된 문서.
- Warren PM (2006). 〈The date of the Thera eruption〉.   Czerny E, Hein I, Hunger H, Melman D, Schwab A. 《Timelines: Studies in Honour of Manfred Bietak》. Orientalia Lovaniensia Analecta 149. Louvain-la-Neuve, Belgium: Peeters. 2: 305–21쪽. ISBN 90-429-1730-X.